# Kampfbund Deutscher Architekten und Ingenieure
Der Kampfbund Deutscher Architekten und Ingenieure (KDAI) war ein Berufsverband während der Weimarer Republik und in der Zeit des Nationalsozialismus.
Der KDAI wurde im Sommer 1931 als Teil des Kampfbunds für deutsche Kultur von Paul Schultze-Naumburg, Gottfried Feder und Franz Lawaczeck gegründet. 1932 hatte er bereits über 2000 Mitglieder, was zunächst auf seine Attraktivität hindeutete.
Mit der Gleichschaltung nach der Machtergreifung 1933 sollten die traditionellen Berufsverbände wie BDA und Werkbund nach dem Willen von Alfred Rosenberg in den KdAI integriert werden, hierbei stand er jedoch in Konkurrenz zur DAF und zur Reichskulturkammer. Im September 1933 nahm Rudolf Heß seine frühere Anordnung, wonach der KdAI als einzige seitens der NSDAP anerkannte Organisation zur Sammlung deutscher Architekten und Ingenieure zu gelten habe, zurück.
Mit Verfügung vom 30. Mai 1934 wurde der KDAI aufgelöst und unter Beschränkung der Mitgliedschaft auf Parteigenossen unter Führung des Hauptamtes für Technik in den NS-Bund Deutscher Technik überführt.

## Mitglieder
Zu den Mitgliedern gehörten u. a.:
- Andor Ákos
- Gottfried Feder
- Kurt Frick
- Karl Gruber
- Gustav Hammer
- Guido Harbers
- Fritz Höger
- Eugen Hönig
- Hermann Koenig
- Franz Lawaczeck
- Carl Christoph Lörcher als Experte für Siedlungsfragen
- Konrad Nonn
- Albert Pfitzer
- Fritz Todt
- Paul Schultze-Naumburg
- Alexander von Senger
- Johannes Steinbrecher